# Abbazia di Haumont
L'abbazia di Haumont (o Altus Mons o anche Altimontensis Abbatia) era un'abbazia benedettina fondata nel 643 da san Vincenzo Maldelgario, marito di santa Valdetrude. Attorno all'abbazia sorse l'attuale comune di Hautmont, sulle rive della Sambre.

## Storia
- 643: Madelgario, conte e governatore della Contea di Hainaut e membro autorevole della corte del re Dagoberto I. Dagoberto gli offre poi le reliquie di san Marcello papa, morto martire nel 309. Madelgairo sposa Valdetrude, dalla quale ha quattro figli. Terminata l'educazione di questi (tutti e quattro saliranno poi all'onore degli altari), Madelgario e Valdetrude decidono di separarsi per dedicarsi ciascuno alla vita monastica.
- 695 Ansberto di Rouen, arcivescovo di Rouen, cacciato da Pipino di Herstal, trova asilo nell'abbazia ove morirà.[2]
- 829: creazione d'una scuola presso l'abbazia.
- 855: poco prima di morire Lotario I abdica per ritirarsi nell'abbazia di Prüm. Con il Trattato di Prüm egli ripartisce il proprio regno fra i suoi tre figli, Luigi, Carlo e Lotario. Nell'870 l'abbazia d'Haumont cade nel regno di Carlo di Provenza.
- 880: sacco dell'abbazia da parte dei danesi
- 1565-1625: età d'oro del Grand Hautmont sotto l'abbaziato di Gaspard Hanot. L'abbazia viene rinnovata e nuovi edifici eretti. Viene anche installato un birrificio
- 1589: Gaspard Hanot fa riportare a Hautmont le reliquie di san Marcello, precedentemente nascoste nell'abbazia di Mons per preservarle dai saccheggi
- 1789: all'inizio della Rivoluzione il villaggio di Hautmont conta 552 abitanti. L'abbazia è una delle più prospere di tutto l'Hainaut. Contrariamente a numerose altre abbazie, Haumont non fu distrutta totalmente dalla Rivoluzione, grazie al coraggio di Dom Ghuislain Dusart, che il 28 luglio 1789 riuscì a calmare i paesani venuti a saccheggiare e distruggere l'abbazia. Dom Ghuislain, aprendo loro le porte, chiese loro di rispettare il luogo e concesse loro le derrate che essi chiedevano.

## Beni dell'abbazia

Regni dei Franchi nell'843. Quello mediano è in verde al centro.

- Maurage, oggi frazione del comune belga di La Louvière, è donato da san Vincenzo di Soignies all'abbazia d'Haumont.[3]
- 1117: l'abbazia d'Haumont ottiene ufficialmente da Buchard, arcivescovo di Cambrai il patronato della chiesa di Saint-Remy-Chaussée
- 1183 Mairieux torna all'abbazia d'Haumont[4]
- Chiesa di Limont-Fontaine

## Elenco degli abati d'Haumont, dal 646 al 1790
- San Vincenzo di Soignies, (646 - 660), fondatore;
- Landerico (Landry) di Soignies, (660 - 675), figlio di san Vincenzo;
- Halidulphe, (675 - 705 deceduto),
- tra l'880 ed il 900 i Vichinghi cacciarono i religiosi e distrussero l'abbazia
- Folcuin, (1025 ),
- San Poppone,[5] che v'introdusse la riforma cluniacense
- Enéichelmo, nipote di san Poppone
- Ursione, verso il 1054
- Wédric, (1079)
- Gualberto, (1120)
- Mainardo, ( 1140),
- Enrico I, (1150),
- Clarembaud, (1155)
- Roberto, (1185)
- Raoul, (1202)
- Mathieu, ( 1212)
- Arnolod, ( 1226)
- Gualberto II, (1226)
- Gosvino, (1240)
- Watier, ( 1245)
- Enrico II, ( 1258)
- Gossuin (†1288)
- Guido (1288 ), si appropria della carica vacante al decesso di Gossuin, con l'aiuto di Giovanna di Blois-Châtillon, contessa di Blois e signora d'Avesnes
- Pietro I, ( 1291)
- Ugo I, (1298)
- Stefano, (1305)
- Watier II, ( 1316)
- Ugo II, (1320 )
- Giacomo di Beugnies, (1337 )
- Nicola di Musie de Colleret, (1357)
- Baldovino di Maulde, (1381)
- Nicola II Gilles de Montigny, (1423)
- Teodorico du Château, (1447)
- Ugo III, (1458)
- Enguerran Signart, (1466 divenuto vescovo di Auxerre nel 1476)
- Guillaume Bouillet, (1476)
- Jean Brisselot, deceduto nell'abbazia il 2 settembre 1520[6]
- Dom Leclercq o Dom Nicaise, (1530)
- Leone Pronier, (1542),
- Fournier, (1586)
- Pietr II Lejeune, nativo di Maubeuge
- Pietro III, (1637)
- Quentin Gobert, (1670)
- Pietro V, Cantineau, (1676)
- Ansbert Petit, (1710)
- Agapito Tahon, (1755)
- Wulmar Pourrez, fino al (1790)